# 「竹島の日」記念式典
「竹島の日」記念式典、竹島・北方領土返還要求運動県民大会（「たけしまのひ」きねんしきてん、たけしま・ほっぽうりょうどへんかんようきゅううんどうけんみんたいかい）とは島根県松江市で竹島の日と定められている毎年2月22日に実施されている式典。

## 概要
竹島は日本固有の領土であると主張する事を目的とした会合であり来賓による講演などが行われている。
2003年11月15日、「竹島北方領土返還要求運動島根大会」を開催。島根県選出の国会議員などが出席した。
2005年3月16日、「竹島の日を定める条例」が制定され、2006年から毎年開催されている。
第1回（2006年）は、「竹島の日の集い」として開催された。
第3回（2008年）には、亀井亜紀子が国会議員として初めて出席した。
第8回（2013年）には、島尻安伊子が政府関係者として初めて出席したほか、過去最多となる20人の国会議員が出席した。これ以降、国会議員の出席者は減少傾向にある。
会場周辺では、右翼団体による街宣活動や韓国の市民活動家が抗議に訪れるため、島根県警や他県警によって厳重に警戒されている。

### 韓国の反応
韓国側は、黄祐呂などが式典中止を求めているものの第1回開催以降、一度も中止には至っていない。
2013年には、式典が行われたことに反発し、韓国の600万の会員を抱える自営業者団体が日本製品を一切取り扱わないことを決定した。
韓国外務省当局者は、式典に日本政府関係者が出席することを撤回するよう求めている。